# ¡Ay, Jalisco, no te rajes!
«¡Ay, Jalisco, no te rajes!» es una canción ranchera mexicana compuesta en 1941 por Manuel Esperón, con letras de Ernesto Cortázar, para la película homónima también de 1941, tras lo que se convirtió en un enorme éxito en México. La melodía de la canción se usó para la película de Walt Disney Pictures Los tres caballeros.
Es una canción habitualmente interpretada por los grupos de mariachis.